# むめい
むめいは、日本の漫画家。東海エリア出身。

## 来歴
Xに投稿した漫画『学校にマニキュアをしていったら』が好評を呼び、以後ダ・ヴィンチWEBで連載された。

## 人物
寿司を大いに好む。

## 作品リスト
- 『へたくそなのに泣くほど笑える! カッラフルなエッッブリデイ』KADOKAWA、既刊3巻（『ダ・ヴィンチWeb』2021年 - 連載中）